# هندوان (فيرورق)
هندوان هي قرية في مقاطعة خوي، إيران. عدد سكان هذه القرية هو 1,107 في سنة 2006.